# Angulomastax meiospina
Angulomastax meiospina är en insektsart som beskrevs av Zheng, Z. 1985. Angulomastax meiospina ingår i släktet Angulomastax och familjen Eumastacidae. Inga underarter finns listade i Catalogue of Life.